# Karau Fuik FC
O Karau-Fuik Futebol Clube é uma equipa desportiva de Timor-Leste, da cidade de Viqueque. O clube foi fundado no ano de 1975, sendo um dos mais antigos times do país.
A equipa disputa, desde 2017, a terceira divisão do campeonato nacional, conhecido como Liga Timorense.

## Participação em Competições

### Liga Timorense
- Campeonato Timorense de Futebol - Terceira Divisão de 2017: Eliminado na 1ª fase[2]

- Campeonato Timorense de Futebol - Terceira Divisão de 2019: 4ª posição (Grupo A)